# Гоннвіль-Ле-Тей
Гоннвіль-Ле-Тей (фр. Gonneville-Le Theil) — муніципалітет у Франції, у регіоні Нижня Нормандія, департамент Манш. Гоннвіль-Ле-Тей утворено 1 січня 2016 року шляхом злиття муніципалітетів Гоннвіль i Ле-Тей. Адміністративним центром муніципалітету є Гоннвіль. Населення — 1508 осіб (01.01.2021).